# Eliot Matazo
Eliot Matazo (Woluwe-Saint-Lambert, 15 febbraio 2002) è un calciatore belga, centrocampista dell'Hull City e della nazionale Under-21 belga.

## Caratteristiche tecniche
È un centrocampista difensivo.

## Carriera

### Club
Cresciuto nel settore giovanile dell'Anderlecht, nel 2018 viene acquistato dal Monaco che dopo un periodo iniziale nelle giovanili lo aggrega alla seconda squadra. Il 27 settembre 2020 debutta in prima squadra giocando l'incontro di Ligue 1 vinto 3-2 contro lo Strasburgo.
Il 13 gennaio 2022 rinnova il suo contratto con il club monegasco sino al 2026.

### Nazionale
Ha giocato nelle nazionali giovanili belghe Under-16, Under-18 ed Under-21; con quest'ultima nazionale nel 2023 ha anche partecipato agli Europei di categoria.

## Statistiche

### Presenze e reti nei club
Statistiche aggiornate al 27 dicembre 2024.
| Stagione        | Squadra         | Campionato      | Campionato | Campionato | Coppe nazionali | Coppe nazionali | Coppe nazionali | Coppe continentali | Coppe continentali | Coppe continentali | Altre coppe | Altre coppe | Altre coppe | Totale | Totale | Totale |
| Stagione        | Squadra         | Comp            | Pres       | Reti       | Comp            | Pres            | Reti            | Comp               | Pres               | Reti               | Comp        | Pres        | Reti        | Pres   | Reti   |        |
| --------------- | --------------- | --------------- | ---------- | ---------- | --------------- | --------------- | --------------- | ------------------ | ------------------ | ------------------ | ----------- | ----------- | ----------- | ------ | ------ | ------ |
| 2019-2020       | Monaco 2        | N2              | 14         | 0          | -               | -               | -               | -                  | -                  | -                  | -           | -           | -           | 14     | 0      |        |
| 2020-2021       | Monaco          | L1              | 10         | 1          | CF              | 4               | 0               | -                  | -                  | -                  | -           | -           | -           | 14     | 1      |        |
| 2021-2022       | Monaco          | L1              | 18         | 0          | CF              | 4               | 0               | UCL+UEL            | 1+5                | 0+0                | -           | -           | -           | 28     | 0      |        |
| 2022-2023       | Monaco          | L1              | 23         | 1          | CF              | 1               | 0               | UCL+UEL            | 2+3                | 0+0                | -           | -           | -           | 29     | 1      |        |
| 2023-gen. 2024  | Monaco          | L1              | 6          | 0          | CF              | 0               | 0               | -                  | -                  | -                  | -           | -           | -           | 6      | 0      |        |
| gen.-giu. 2024  | Anversa         | PL              | 10         | 1          | CB              | 2               | 0               | UCL                | -                  | -                  | SB          | -           | -           | 36     | 5      |        |
| 2024-2025       | Monaco          | L1              | 3          | 0          | CF              | 1               | 0               | UCL                | 3                  | 0                  |             | -           | -           | 7      | 0      |        |
| Totale Monaco   | Totale Monaco   | Totale Monaco   | 60         | 2          |                 | 10              | 0               |                    | 14                 | 0                  |             | -           | -           | 84     | 2      |        |
| Totale carriera | Totale carriera | Totale carriera | 84         | 3          |                 | 12              | 0               |                    | 14                 | 0                  |             | -           | -           | 134    | 7      |        |